# Dorothy Burlingham
Dorothy Trimble Tiffany Burlingham (New York, 11 ottobre 1891 – Londra, 19 novembre 1979) è stata una psicoanalista statunitense.

## Biografia
Dorothy Trimble Tiffany nacque a New York nel 1891, figlia di Louis Comfort Tiffany e nipote di Charles Lewis Tiffany, fondatore della Tiffany & Co.; nel 1914 si sposò con Robert Burlingham, ma il matrimonio fu di breve durata e terminò con una separazione nel 1921, causata dal disturbo bipolare dell'uomo; la coppia ebbe quattro figli, tra cui Robert Jr, a cui fu diagnosticato un disturbo cutaneo di origine psicosomatica. Interessata alla recente branca della psicoanalisi e in cerca di una cura per il figlio, nel 1925 si trasferì a Vienna con i figli. Nella capitale austroungarica la Burlingham cominciò un percorso di psicoanalisi laica con Theodor Reik, prima di cominciare l'analisi con Sigmund Freud. A Vienna iniziò una relazione con Anna Freud, che divenne la terapista dei quattro figli; in breve il disturbo di Robert Jr. sparì.
La cura del figlio la spinse a diventare ella stessa una psicoanalista laica, una carriera che intraprese a Londra nel 1938, quando si trasferì nella capitale inglese insieme alla famiglia Freud, in fuga dall'Austria per il crescente antisemitismo. La Burlingham si trasferì vicino ai Freud nel 1939, dopo la morte del patriarca della famiglia, e nel 1940 si trasferì in casa di Anna Freud, a cui fu legata da una relazione sentimentale per i successivi quarant'anni. Nel 1941 fondò con la Freud l'Hampstead War Nurseries, un rifugio per i bambini che avevano perso la casa sotto i bombardamenti. 
Insieme ad Anne Freud, la Burlingham realizzò importanti studi nel campo della psicoanalisi infantile, specializzandosi soprattutto nel lavorare con bambini non vedenti. Nel 1979 il suo articolo "To Be Blind in a Sighted World" fu pubblicato su The Psychoanalytic Study of the Child e lo studio viene considerato un intervento fondamentale del campo della ricerca empatica.